# Roman Pstrąg
Roman Pstrąg (Pstrong) (ur. 14 listopada 1939 w Łąskim Piecu, zm. w styczniu 2005) – polski działacz partyjny i państwowy, w latach 1975–1980 wicewojewoda włocławski, członek Naczelnego Komitetu ZSL.

## Życiorys
Syn Klemensa i Cecylii. Został członkiem Zjednoczonego Stronnictwa Ludowego, od 1960 do 1968 należał do Komitetu Powiatowego w Tucholi. Później zajmował stanowiska sekretarza Komitetu Gminnego w Śliwicach (1965–1968) oraz wiceprezesa Komitetów Powiatowych w Sępólnie (1968–1972) i Żninie (1972–1975); od 1972 do 1975 zasiadał też w Komitecie Wojewódzkim ZSL w Bydgoszczy. Następnie pozostawał wiceprezesem (1975–1980) i prezesem (1980–1989) Komitetu Wojewódzkiego ZSL we Włocławku, jednocześnie od 1 czerwca 1975 do 18 listopada 1980 pełnił funkcję wicewojewody włocławskiego. Znalazł się także w krajowych władzach ugrupowania: był członkiem Głównej Komisji Rewizyjnej (1976–1980) oraz Naczelnego Komitetu Wykonawczego ZSL (1980–1984) – sprawował w nim funkcję sekretarza. Został współautorem przewodnika turystycznego po województwie włocławskim (1982).